# Mückenspirale

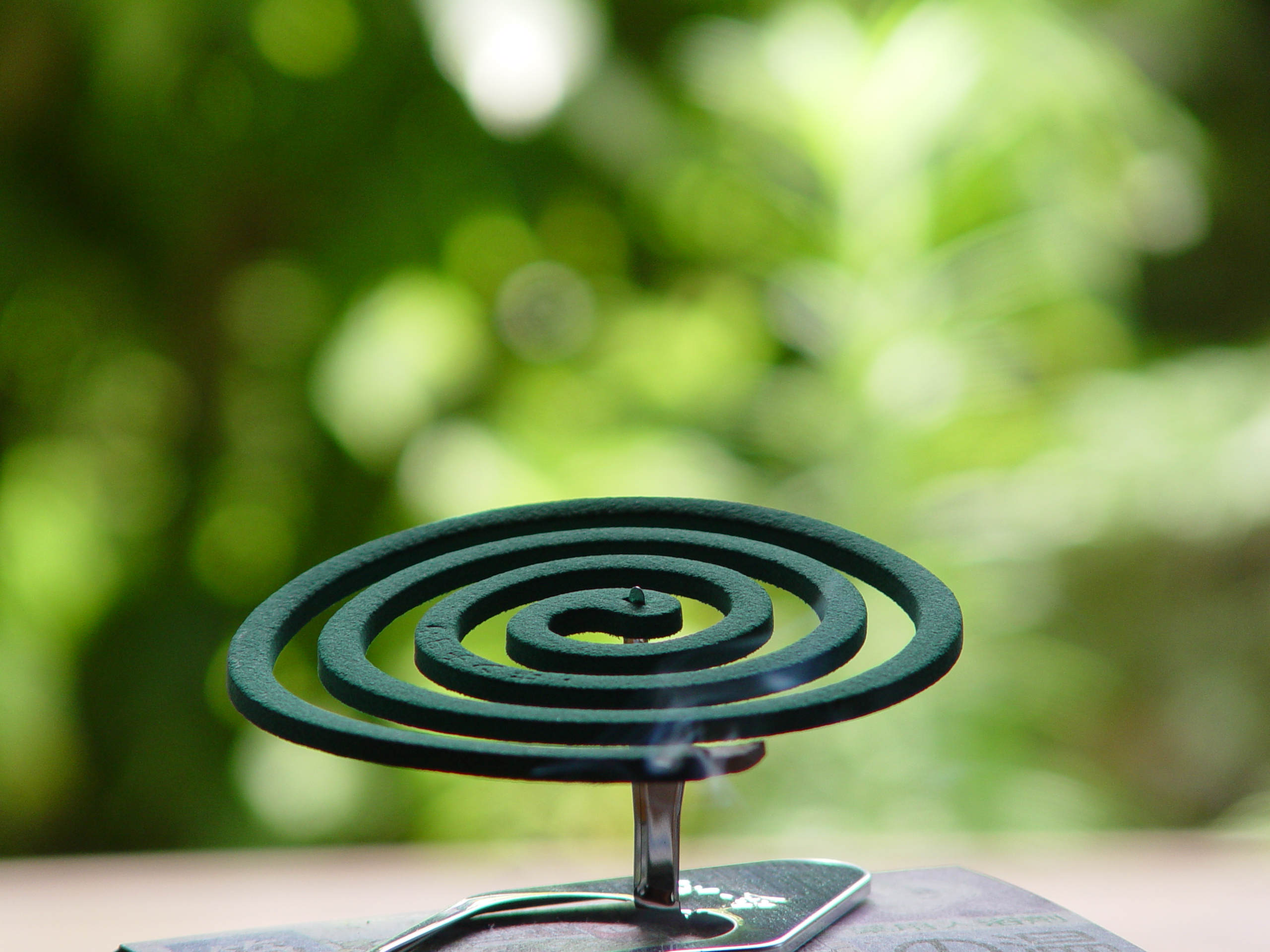
Mückenspirale

Eine Mückenspirale ist ein Repellent („Vergrämungsmittel“) zur Bekämpfung von Insekten. Es enthält ein Insektizid und wird zur Abtötung, Vertreibung oder Hemmung hauptsächlich von Mücken verwendet. Die Spirale muss entzündet werden, um Duft- oder Wirkstoffe freizusetzen. 

## Herstellung und Verwendung
Mückenspiralen werden durch Verpressen der Wirkstoffe in Form einer Spirale hergestellt. Als Wirkstoffe dienen hauptsächlich Pyrethrine, die Inhaltsstoffe des natürlichen Insektizids Pyrethrum, oder synthetisch hergestellte Pyrethroide. Das Abbrennen erzeugt mückenabweisenden Rauch. Die Spiralen haben in der Standardform einen Durchmesser von 15 Zentimetern und eine Brenndauer von 7 bis 12 Stunden.

## Erfindung
Pyrethrum wurde jahrhundertelang als Insektizid in Persien und Europa verwendet und Ende des 19. Jahrhunderts von dem japanischen Geschäftsmann Eiichiro Ueyama (jap. 上山英一郎 Ueyama Eiichiro) erstmals für eine Mückenspirale verwendet. Damals wurde in Japan Pyrethrum mit Sägemehl vermischt und verbrannt, um Mücken zu vertreiben. Zunächst stellte Ueyama Räucherstäbchen aus Stärke, Mandarinenschalenpulver und Pyrethrum her. Sie brannten in etwa 40 Minuten ab. Im Jahr 1895 schlug seine Frau Yuki vor, dickere und längere Stäbchen in Spiralform zu verwenden, um eine längere Brenndauer zu erreichen. Im Jahr 1902 entwickelte er als Ergebnis einer Reihe von Versuchen die heutige Form der Mückenspirale.